# کلارک گرووو (مینه‌سوتا)
کلارک گرووو، مینه‌سوتا (به انگلیسی: Clarks Grove, Minnesota) یک شهر در ایالات متحده آمریکا است که در مینه‌سوتا واقع شده‌است.

## خصوصیات
کلارک گرووو ۱٫۵۳ کیلومترمربع مساحت و ۷۰۶ نفر جمعیت دارد و ۴۰۰ متر بالاتر از سطح دریا واقع شده‌است.